# Perșe Travnea, Horodnea
Perșe Travnea (în ucraineană Перше Травня) este un sat în comuna Ivașkivka din raionul Horodnea, regiunea Cernihiv, Ucraina.

## Demografie
Componența lingvistică a localității Perșe Travnea
     Ucraineană (93,94%)
     Rusă (6,06%)
Conform recensământului din 2001, majoritatea populației localității Perșe Travnea era vorbitoare de ucraineană (93,94%), existând în minoritate și vorbitori de rusă (6,06%).